# Chandon (Loire)
Chandon ist eine französische Gemeinde mit 1.440 Einwohnern (Stand: 1. Januar 2022) im Département Loire in der Region Auvergne-Rhône-Alpes. Die Gemeinde gehört zum Arrondissement Roanne und zum Kanton Charlieu. 

## Geografie
Chandon liegt etwa 16 Kilometer nordöstlich von Roanne. Umgeben wird Chandon von den Nachbargemeinden Saint-Denis-de-Cabanne im Norden, Mars im Osten, Villers im Süden und Südosten, Saint-Hilaire-sous-Charlieu im Süden und Südwesten, Pouilly-sous-Charlieu im Westen und Südwesten sowie Charlieu im Nordwesten.

## Bevölkerungsentwicklung
| Jahr                       | 1962 | 1968 | 1975 | 1982 | 1990 | 1999 | 2006 | 2017 |
| Einwohner                  | 820  | 863  | 984  | 1087 | 1296 | 1381 | 1443 | 1484 |
| Quellen: Cassini und INSEE |      |      |      |      |      |      |      |      |

## Persönlichkeiten
- Jean Auroux (* 1942), Politiker (PS), Sozial- und Arbeitsminister

## Weblinks

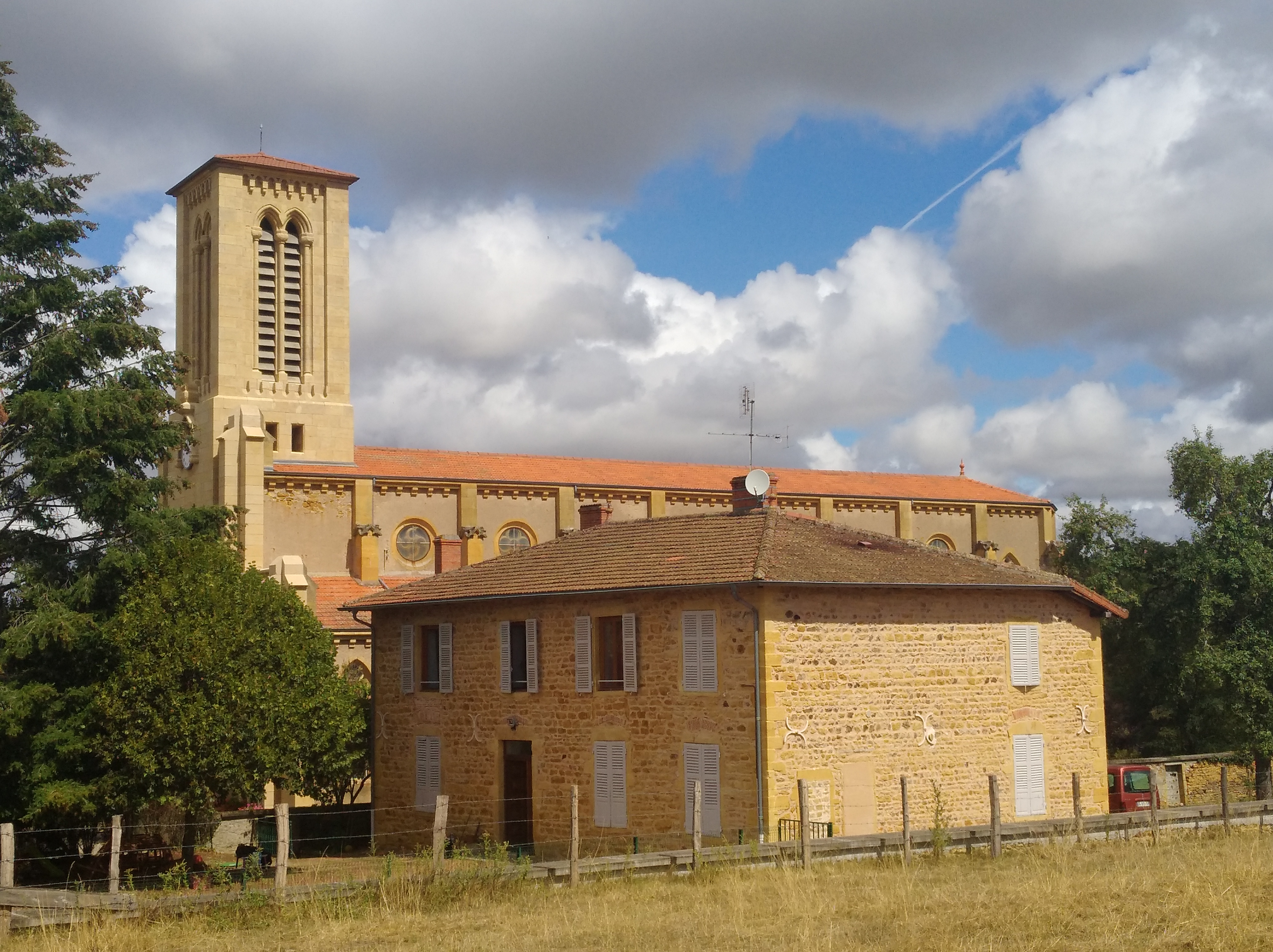
Kirche Saint-Éloi